# Notoryctes typhlops
Grande taupe marsupiale
Espèce
Répartition géographique
Statut de conservation UICN

 LC  : Préoccupation mineure
Notoryctes typhlops, la Grande taupe marsupiale, est une espèce de marsupiaux de la famille des Notoryctidae qui évolue dans les dunes de sable des déserts du centre de l'Australie.

## Systématique
L'espèce a été initialement classée dans le genre Psammoryctes sous le protonyme Psammoryctes typhlops Stirling, 1889.
Ce taxon porte en français le nom vernaculaire de Grande taupe marsupiale,.

## Description
La Grande taupe marsupiale mesure 12 à 18 cm de longueur et pèse entre 40 et 70 g. Les frottements du sable sur son pelage le rendent luisant, et parfois rougeâtre selon la nature du sol.

## Comportement
La Grande taupe marsupiale creuse les déserts et les prairies jusqu'à 2,5 m de profondeur. Elle creuse le sol avec son museau, l'entasse avec les grosses griffes de ses pattes antérieures et la déblaie avec ses pattes postérieures. Elle ne laisse pas de tunnel derrière elle, le sable s'effondrant après son passage. Elle se nourrit de champignons, de tubercules mais aussi d'invertébrés et de lézards qu'elle traque avec son odorat.
La femelle peut transporter un ou deux petits dans sa poche, qui s'ouvre par derrière afin de ne pas se remplir de terre.

## Répartition
La Grande taupe marsupiale est présente dans les dunes de sable du Grand désert de Victoria en Australie-Occidentale et en Australie-Méridionale, ainsi que de la moitié occidentale du désert de Simpson dans le Territoire du Nord et au Queensland. Dans la partie nord de son aire de répartition, elle peut être sympatrique avec la Petite taupe marsupiale (Notoryctes caurinus (en)).

## Systématique
Le nom valide complet (avec auteur) de ce taxon est Notoryctes typhlops (Stirling, 1889).
L'espèce a été initialement classée dans le genre Psammoryctes sous le protonyme Psammoryctes typhlops Stirling, 1889.
Ce taxon porte en français le nom vernaculaire ou normalisé suivant : Grande taupe marsupiale,.
Notoryctes typhlops a pour synonyme :
- Psammoryctes typhlops Stirling, 1889